# 速なみ
速なみ（はやなみ）は、国道九四フェリーが保有・運航しているフェリー。2016年（平成28年）まではシャトル豊予の名称で就航していた。

## 概要
ニュー豊予の代船として臼杵造船所で建造され、シャトル豊予として2012年（平成24年）2月11日に就航。2016年（平成28年）6月21日、新造船遊なぎの就航に合わせて、船名を速なみに変更した。

### 就航航路
国道九四フェリー
- 佐賀関港 - 三崎港

本船、遥かぜ、遊なぎの3隻で1日16往復を運航する。ドック期間中は11往復の減便運航となる。

## 設計
前船より約300トン大型化した。船内はバリアフリー化されており、車椅子対応エレベーター、多目的トイレなどを備える。
船体側面のラインカラーは青と水色。

## 船内

### 船室
- 展望席（一等室） - リクライニングシート・個室（定員6名）
- 一般席（二等室） - 座敷席・椅子席

### 設備
- 売店
- 自動販売機
- 授乳室
- 展望ラウンジ